# مرداب واسیوگان

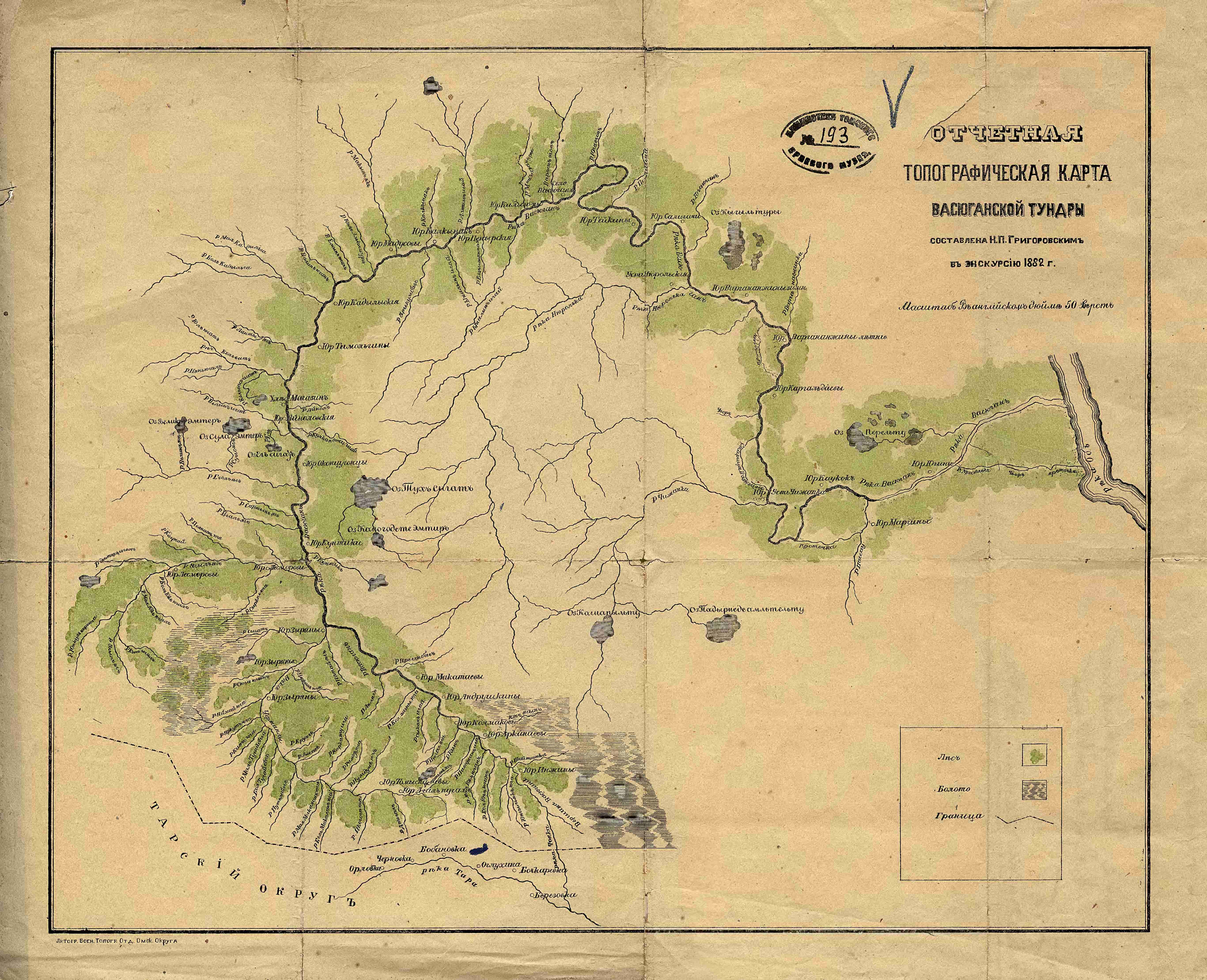
نقشه توندرا واسیوگان، ۱۸۸۲

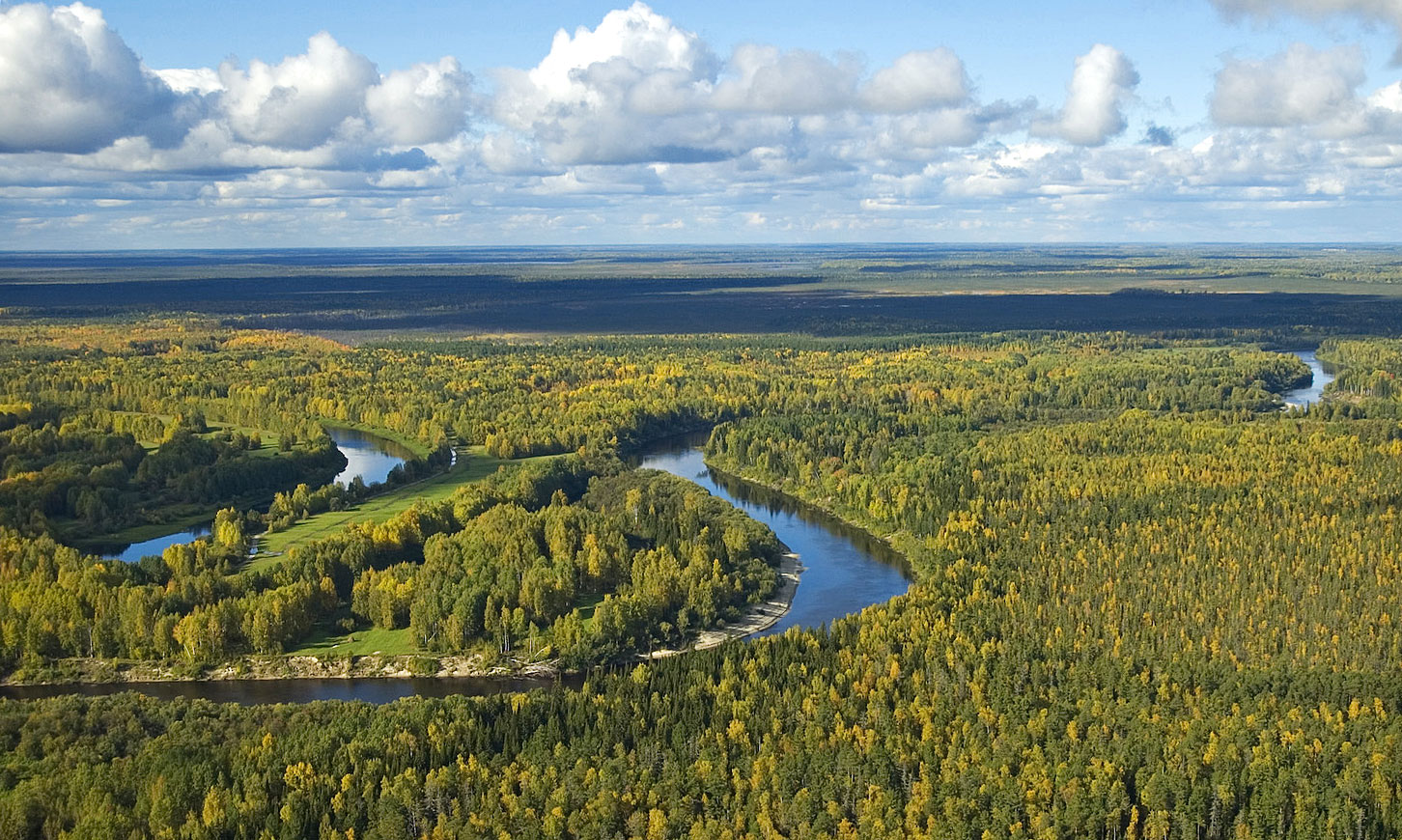
رودخانه واسیوگان

مرداب واسیوگان (روسی: Васюганские болота، ت. «Vasyuganskiye bolota»)، یا باتلاق بزرگ واسیوگان بزرگ‌ترین باتلاق در نیمکره شمالی و همچنین بزرگ‌ترین پوده‌زار زمین در جهان است. این ناحیه در روسیه، در جنوب غربی سیبری واقع شده است و ۵۳٬۰۰۰ کیلومتر مربع (۱۳٬۰۰۰٬۰۰۰ جریب فرنگی) را اشغال می‌کند که حدود ۲٪ از کل مساحت باتلاق‌های ذغال سنگ نارس در جهان است. این باتلاق در مناطق نووسیبیرسک، اومسک و تومسک روسیه در حوضه آبخیز رودخانه اوب و رود ایرتیش واقع شده است و بین خط عرضی جغرافیایی ۵۵ درجه و ۳۵ دقیقه و ۵۸ درجه و ۴۰ دقیقه شمالی و طول جغرافیایی ۷۴ درجه و ۳۰ دقیقه و ۸۳ درجه و ۳۰ دقیقه شرقی امتداد دارد.

## تاریخچه
تقریباً ۱۰۰۰۰ سال پیش چنین فضایی ظاهر شد و از آن زمان به‌طور مداوم اندازه آن افزایش یافته است. ۷۵ درصد از منطقه معاصر کمتر از ۵۰۰ سال پیش پرآب شد.

## محیط زیست
این باتلاق منبع اصلی آب شیرین منطقه است و رودخانه واسیوگان از آنجا سرچشمه می‌گیرد. این منطقه زیستگاه تعدادی از گونه‌های در خطر انقراض است که یکی از نگرانی‌های محیط بانان محلی است زیرا تولید نفت و گاز به یک صنعت بزرگ در منطقه تبدیل شده است.
این باتلاق دارای آب و هوای قاره‌ای (سیستم والتر) یا تایگا (سیستم صندوق جهانی طبیعت)، با زمستان‌های طولانی سرد و تابستان‌های گرم کوتاه است.